# Oružjem protivu otmičara (album)
Oružjem protivu otmičara je prvi album istoimenog zrenjaninskog pop pank sastava. Većinu tekstova napisao je Nikola Pavković, a pesma Ptica nastala je po uzoru na pesmu Everywhere I Go američkog sastava The Muffs.
Snimljeni su spotovi za pesme: Izabela, Pesma o meni, Ptica.
Album je sniman od 5. do 13. januara 1995. u studiju Go-Go. Snimljen je za svega 40 sati provedenih u studiju.

## Sadržaj albuma
1. Izgubljeni dan — 1:59
2. Izabela — 3:19
3. Pesma o meni — 2:32
4. Ptica — 2:56
5. Moja soba — 3:50
6. Bossanova– 1:58
7. Vremojed — 2:55
8. Mrtva je — 3:09
9. Samo svoja — 2:17
10. Nikako ne mogu da — 3:18
11. Ogledalo — 3:36
12. Sreća — 5:08

## Muzičari
- Nikola Pavković — gitara
- Draga Antov — bas gitara, prateći vokali
- Dragana Mrkajić — gitara, vokal
- Darko Kurjak — bubnjevi